# Regolatore della conduttanza transmembrana della fibrosi cistica
Il regolatore della conduttanza transmembrana della fibrosi cistica  (CFTR in inglese Cystic fibrosis transmembrane conductance regulator)  è una proteina di membrana che svolge la funzione di canale ionico per lo ione cloruro, presente nelle cellule dei vertebrati. La proteina  è codificata dal gene CFTR ed  è un tipico trasportatore ABC ma rispetto a questi presenta un dominio regolatore e agisce da canale per gli ioni (Cl-), non da tipico trasportatore. 
I difetti del gene codificante questa proteina comportano una disfunzione nel trasporto di fluidi nei tessuti epiteliali del polmone, del pancreas e di altri organi, causando i tipici sintomi della fibrosi cistica: ostruzione del tratto gastrointestinale e del tratto respiratorio con conseguenti infezioni batteriche delle vie aeree. Queste condizioni comportano la cronicità della malattia e una ridotta aspettativa di vita. Nei pazienti affetti da fibrosi cistica il sottile strato di muco che normalmente ricopre la superficie interna dei polmoni è troppo rigido, spesso e oltre a costituire un ostacolo per il flusso d'aria, è anche un ottimo terreno per la proliferazione di batteri patogeni (Staphylococcus aureus, Pseudomonas aeruginosa).

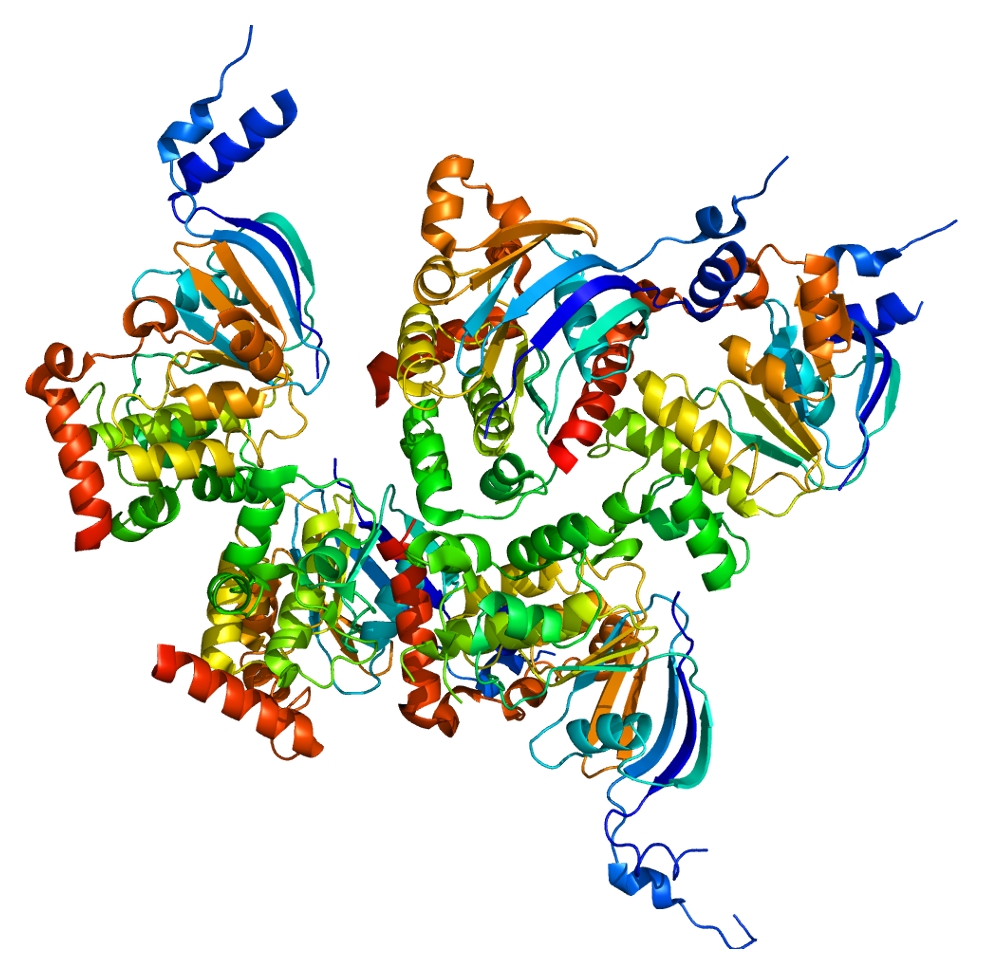
Proteina CFTR

## Struttura
Il gene che codifica la proteina CFTR umana si trova sul cromosoma 7. Il gene è lungo circa 189 kb e conta 27 esoni e 26 introni.
La CFTR è una glicoproteina di membrana con 1480 amminoacidi. È costituita da 5 parti: due domini intermembrana (ognuno costituito da 6 α-eliche transmembrana), connessi nel citoplasma a due domini per i nucleotidi (NBD  “nucleotide binding domain”). La quinta parte è la regione regolatrice “R” che collega il primo dominio per i nucleotidi NBD1 al secondo dominio intermembrana. È proprio essa a differenziare il CFTR dagli altri trasportatori ABC.

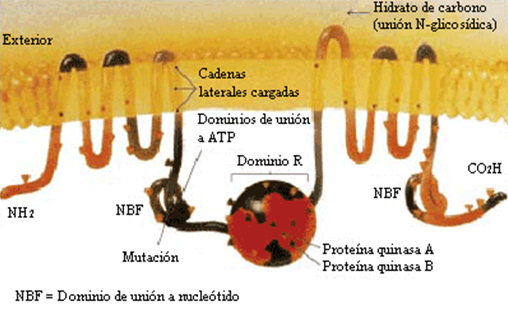
Struttura della proteina CFTR

Posizione sul cromosoma 7 della proteina CFTR

## Funzionamento
La proteina CFTR normale permette il passaggio di ioni Cl- quando entrambi i complessi NDB sono legati all'ATP. Quando uno dei due ATP di uno dei due domini è scisso in ADP e Pi, il canale ionico si chiude. Un altro sistema di regolazione del canale del Cl- è la fosforilazione (catalizzata da una proteina chinasi cAMP-dipendente) di diverse serine della regione regolatrice.

## Mutazione
La mutazione ΔF508 che determina la fibrosi cistica di circa il 70% dei casi è il risultato di una delezione (Δ)  di tre nucleotidi con una conseguente perdita dell'amminoacido Fenilalanina (F) nella posizione 508 della proteina. Questo comporta un ripiegamento errato che non permette la corretta inserzione della proteina nella membrana plasmatica con conseguente riduzione del trasporto di ioni Cl- attraverso le membrane delle cellule epiteliali delimitanti le vie aeree, il tratto digestivo, le ghiandole esocrine (pancreas, ghiandole sudoripare, dotti biliari e vasi deferenti).
Una diminuita esportazione del Cl- si accompagna a una diminuita esportazione dell'acqua dalle cellule epiteliali (per osmosi), causando la disdratazione del muco che si ispessisce e si indurisce. Normalmente le ciglia che delimitano la superficie interna dei polmoni eliminano i batteri che si trovano nel muco. Nei soggetti affetti da CF questo processo non è possibile a causa dell'irrigidimento e ispessimento del muco, che trattiene i batteri.

## Effetti sull'organismo
La mutazione della proteina Cftr e la fibrosi cistica fanno invecchiare l'età biologica dell'organismo da 3 a 4 anni. Con un solo anno di terapia contro le mutazioni di questa proteina È possibile far regredire questo processo biologico di invecchiamento precoce.